# Ighiu
Ighiu (en hongrois : Magyarigen, en allemand : Grobendorf) est une commune du județ d'Alba, Roumanie qui compte 6 283 habitants.
La commune est composée de cinq villages : Bucerdea Vinoasă, Ighiel, Ighiu, Șard, et Țelna.

## Démographie
D'après le recensement de 2011, la commune compte 6 283 habitants, en forte baisse par rapport au recensement de 2002 où elle en comptait 6 432.
Lors de ce recensement de 2011, 93,04 % de la population se déclare roumaine et une minorité rom de 2,63%.

## Politique
| Parti | Parti                        | Sièges |
| ----- | ---------------------------- | ------ |
|       | Parti national libéral (PNL) | 10     |
|       | Parti social-démocrate (PSD) | 4      |
|       | Sans étiquette (Indépendant) | 1      |

## Personnalités
- Péter Bod (en), théologien et historien hongrois.